# Czesław Walesa
Czesław Walesa (ur. 1934 w Jarniewie, zm. 7 stycznia 2023) – polski psycholog, doktor habilitowany.

## Życiorys
W 1970 r. doktoryzował się na podstawie pracy zatytułowanej Przyśpieszanie rozwoju zdolności logicznych u dzieci, w 1985 r. otrzymał habilitację za pracę pt. Podejmowanie ryzyka przez dzieci i młodzież (badania rozwojowe). Został pracownikiem naukowym na Katolickim Uniwersytecie Lubelskim Jana Pawła II.
Był zatrudniony w Wyższej Szkole Ekonomii i Innowacji w Lublinie, oraz w Wyższej Szkole Biznesu - National Louis University w Nowym Sączu.